# منطقه توریستی کوه گومگانگ
منطقه توریستی کوه گومگانگ (انگلیسی: Mount Kumgang Tourist Region) یک منطقه ویژه اداری در کره شمالی بود. این منطقه در سال ۲۰۰۲ برای رسیدگی به ترافیک توریستی کره جنوبی به کوه گومگانگ ساخته شد شد. این یکی از نمادهای سیاست آفتاب تابان کره جنوبی بود. در ژانویه ۲۰۲۴، کره شمالی اعلام کرد که این منطقه را می‌بندد.